# Glanzerdtaube
Die Glanzerdtaube (Geotrygon chrysia), auch Bahamataube oder Bahama-Erdtaube genannt, ist eine kleine Art der Taubenvögel. Sie kommt nur in der Karibik vor. 

## Erscheinungsbild
Die Glanzerdtaube erreicht eine Körperlänge von bis zu 28 Zentimetern und entspricht damit fast der Größe einer Stadttaube. Sie weist allerdings die typische Körperform von Erdtauben auf und ist hochbeinig und kurzschwänzig. Durchschnittlich wiegt diese Taubenart etwa 175 Gramm. Der Geschlechtsdimorphismus ist nur sehr geringfügig ausgeprägt.
Männchen sind an Vorder- und Oberkopf sowie Nacken und hinterem Hals rotbraun mit bronzegrünem Glanz. Von der Schnabelbasis ausgehend verläuft ein weißer Streif unter dem Auge bis in den Nacken. Die Halsseiten sowie die Brust sind graurosa. Der Bauch hellt dagegen zu einem Cremeton auf. Der Mantel und der vordere Rücken schillern purpurrot und gehen in der Körpermitte in Kastanienbraun über. Die Schnabelbasis ist dunkel, die Schnabelspitze rötlich. Die Iris ist orange. Der Augenring ist mattrot.

## Verbreitung, Lebensraum und Verhalten

Verbreitungsgebiet der Glanzerdtaube (grün)

Glanzerdtauben kommen auf den Bahamas, auf Kuba, Hispaniola und auf der Isla de Pinos vor. Sie besiedeln semiaride Wälder und Strauchbiotope und in tieferen Lagen auch feuchte Bergwälder. Glanzerdtauben fressen Sämereien, Beeren und kleine Wirbellose. Das Nest wird gewöhnlich sehr niedrig im Gebüsch, in Schling- und Schmarotzerpflanzen errichtet. Es befindet sich immer im tiefen Schatten. Auch Bodennester kommen vor. Bei der Balz lockt das auf dem Boden befindliche Männchen das Weibchen mit tiefen dunklen Rufen. Die Flügel sind dabei hochgestellt. Findet das Männchen beim Weibchen Interesse, läuft das Weibchen flügelzuckend herbei. Beide Vögel trippeln und drehen sich dann auf engstem Raum. Die Hälse sind dabei hochgereckt. Das Gelege besteht aus zwei isabellfarbenen Eiern. Die Brutzeit beträgt 13 Tage.

## Belege

### Weblink
- Geotrygon chrysia in der Roten Liste gefährdeter Arten der IUCN 2013.1. Eingestellt von: BirdLife International, 2012. Abgerufen am 31. Oktober 2013.